# Liste von Tornados

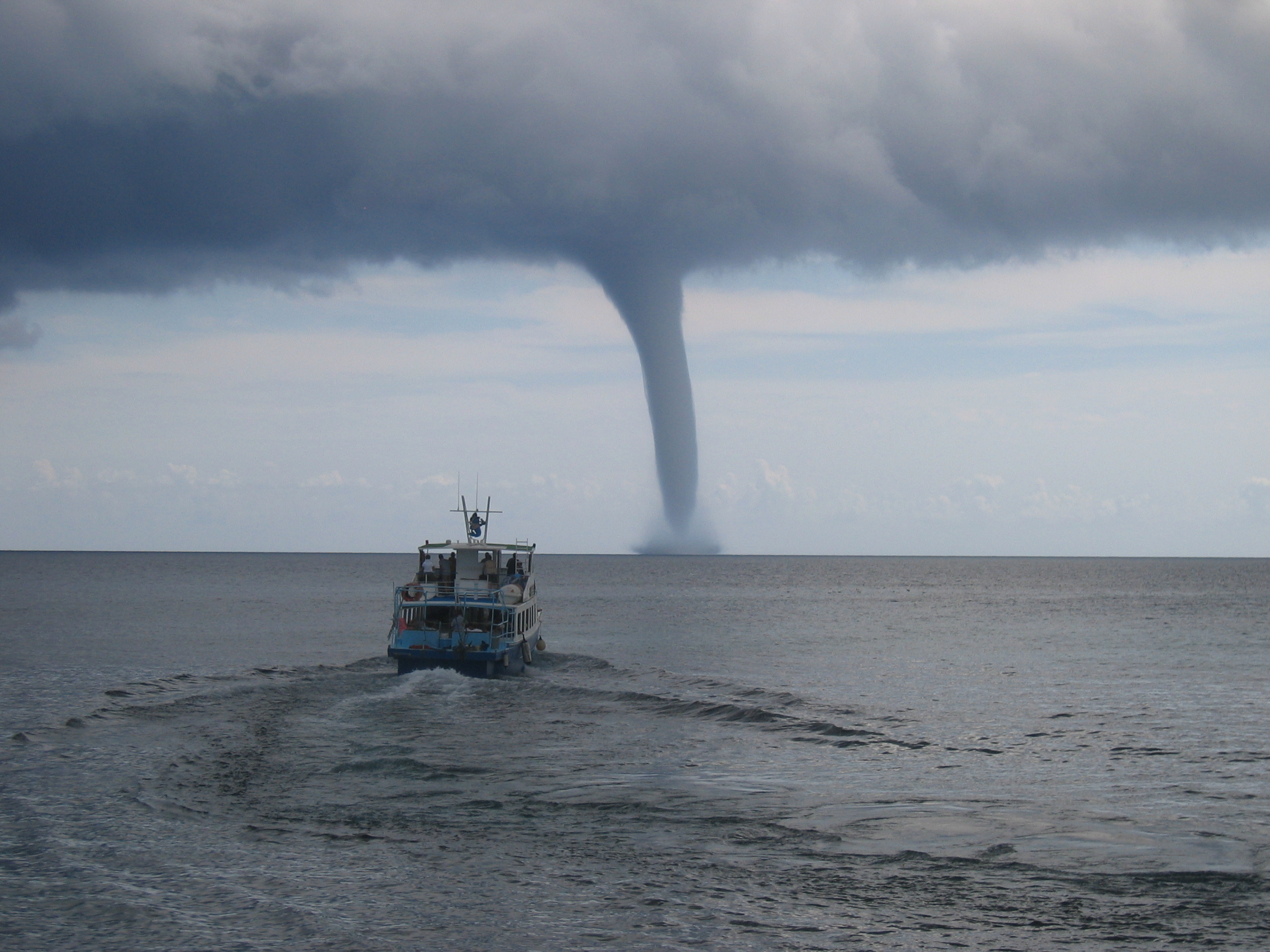
Tornado bei Cala Ratjada, Mallorca, 2005

Die Liste von Tornados beschreibt Tornadoereignisse in einer Auswahl nach verschiedenen Ländern sortiert.

## Asien
Bangladesch
| Datum          | F | Tote     | Beschreibung |
| -------------- | - | -------- | --- |
| 26. April 1989 |   | ca. 1300 | Durch einen Tornado im Distrikt Manikganj und Tangail kamen etwa 1300 Menschen ums Leben, mehr als 12.000 wurden verletzt. Die Städte Manikgank Sadar und Saturia wurden zerstört, 80.000 Menschen wurden obdachlos. Es ist der weltweit tödlichste dokumentierte Tornado. |
| 13. Mai 1996   |   | ca. 500  | Ein Tornado in den Distrikten Jamalpur und Tangail von Bangladesch verursachte ca. 500 Tote und fast 33.000 Verletzte. |
| 22. März 2013  |   | 31       | Ein Tornado im Distrikt Brahmanbaria tötete 31 Menschen. |

China
| Datum        | F | Tote | Beschreibung |
| ------------ | - | ---- | --- |
| 3. Juli 2019 |   | 6    | In der nordostchinesischen Millionenstadt Kaiyuan verletzte ein Tornado über 190 Personen und zerstörte Fabrikgebäude, Wohnungen und Strommasten. |

Türkei
| Datum               | F | Tote | Beschreibung |
| ------------------- | - | ---- | --- |
| 24./26. Januar 2019 |   | 2    | In der Provinz Antalya starben am 24. Januar in Kumluca und Finike zwei Menschen. Am 26. Januar erreichte ein Tornado den Flughafen Antalya, zwei Flugzeuge und ein Polizeihelikopter wurden dabei beschädigt, Busse wurden umgestürzt und mehrere Hundert Häuser zerstört. |

## Nordamerika
Vereinigte Staaten
| Datum                                | EF  | Tote                     | Beschreibung | Abbildung                             |
| ------------------------------------ | --- | ------------------------ | --- | ------------------------------------- |
| 24. Mai 1752                         |     | 2                        | In Calvert County wurden alle Gebäude der Plantage von John Groves zerstört. Zwei Kinder wurden getötet, seine Frau sowie ein weiteres Kind schwer verletzt. |                                       |
| 15. August 1787                      |     | 2                        | Der Four-State Tornado Swarm, der erste in den Wetteraufzeichnungen von Neuengland registrierte Tornadoschwarm, tötete zwei Personen, forderte zahlreiche Verletzte und verursachte schwere Schäden in den Bundesstaaten Connecticut, Rhode Island, Massachusetts und New Hampshire. |                                       |
| 7. Mai 1840                          |     | mind. 317                | Der Great Natchez Tornado zerstörte weite Teile der Stadt Natchez und viele Boote auf dem Mississippi. Die Opferbilanz beträgt mindestens 317 Menschen, könnte aber deutlich höher liegen, da möglicherweise Opfer unter den Sklaven in den Plantage der betroffenen Region nicht berücksichtigt wurden. |                                       |
| 14. April 1886                       |     | 72                       | Tornado in Sauk Rapids 1886 |                                       |
| 27. Mai 1896                         |     | mind. 255                | Der St. Louis–East St. Louis Tornado (F4) war einer der zerstörerischsten Tornado in der Geschichte der Vereinigten Staaten und das verheerendste Wetterereignis in St. Louis und East St. Louis. |                                       |
| 18. März 1925                        | F5  | 695                      | Der Tri-State Tornado (F5) forderte in 3½ Stunden auf einer Länge von 352 km über dem Gebiet von drei US-Bundesstaaten (Missouri, Illinois und Indiana) 695 Todesopfer. Mit circa 95 km/h wies er eine ungewöhnlich hohe Zuggeschwindigkeit auf. |                                       |
| 3./4. April 1974                     |     | 315                      | Im Super Outbreak suchten insgesamt 148 Tornados in 13 Staaten den Süden und Mittleren Westen der USA heim, darunter 30 verheerende Fälle (F4/F5). Sie hinterließen 315 Todesopfer und einen Sachschaden von 600 Millionen US-Dollar. |                                       |
| 27. Mai 1997                         |     | 27                       | Der Jarrell-Tornado war in Jarrell (Texas) für den Tod von 27 Menschen verantwortlich. |                                       |
| 3. Mai 1999                          |     | 48                       | Über 70 Tornados des Oklahoma Tornado Outbreak zogen über Texas, Oklahoma und Kansas. Am schlimmsten traf es die Region um Oklahoma City. 48 Personen kamen ums Leben, und mit einem gesamten Sachschaden von 1,2 Milliarden US-Dollar ist dies die bislang teuerste Naturkatastrophe dieser Art. |                                       |
| 25.–27. April 2011                   |     | 320                      | Mehr als 150 Tornados forderten in einer äußerst kurzen Zeitspanne von wenigen Stunden in Alabama, Georgia, Mississippi und Tennessee mehr als 320 Menschenleben. Das Zentrum der Katastrophe war Tuscaloosa, wo ein 1,5 km breiter Tornado über die Stadt hinwegzog. 228 Personen kamen alleine in Alabama ums Leben, die Anzahl der Tornados und der verursachte Schaden übersteigen die Werte des Super Outbreak von 1974, der bis dahin als das schwerste Ereignis dieser Art galt. | Tuscaloosa, Alabama, 28. April 2011   |
| 21.–26. Mai 2011                     |     | 162                      | Eine Serie von mindestens 241 bestätigten Tornados sorgte innerhalb von 6 Tagen für 162 Todesopfer und richtete große Schäden in Arkansas, Kansas, Minnesota, Oklahoma und insbesondere Missouri an. Allein der Joplin-Tornado (EF5) in Joplin, Missouri am 21. Mai, forderte 158 Menschenleben. |                                       |
| 2./3. März 2012                      |     | 41                       | Eine Serie von 70 bestätigten Tornados forderte viele Menschenleben in Kentucky, Indiana, Alabama und Oklahoma. |                                       |
| 20. Mai 2013                         | EF5 | 24                       | Der Moore-Tornado (EF5) in Moore, Oklahoma gilt als einer der stärksten Wirbelstürme der US-Geschichte. Seine Trümmerwolke war bis zu 6 km breit und somit deutlich breiter als der Wirbel (2,1 km) selbst. Er hielt 27 km lang Bodenkontakt, zerstörte 12.000 Häuser und brachte zudem zwei Schulen zum Einsturz. Er war der vierte schwere Tornado in Moore binnen vierzehn Jahren und erreichte Windgeschwindigkeit von 340 km/h. Mehrere hundert Menschen wurden verletzt. |                                       |
| 31. Mai 2013                         | EF3 | 8                        | Der El-Reno-Tornado (EF3) Der El Reno Tornado erreichte nach Abschätzung aus Dopplerradarbildern Windgeschwindigkeiten von bis zu 480 km/h, was der höchsten Stufe auf der Enhanced Fujita Skala entspricht: einem EF5. Er wurde jedoch im Nachgang vom National Weather Service auf eine EF3 herab gestiftet. Ausschlaggebend für die Einteilung sind offiziell nämlich nicht die Geschwindigkeit, sondern die aufgetretenen Schäden, die demnach im EF3-Bereich lagen. Allerdings muss bedacht werden, dass der Tornado nur über ländliche Regionen und daher oft schlicht über freie Felder zog. Er ist der bis heute größte je gemessene Tornado mit einem zeitweilig maximalen Durchmesser von 4,2 km. Durch den Tornado starben mindestens 8 Menschen, wobei mindestens 151 verletzt wurden. Eine Besonderheit des Tornados war, dass er ein Multivortex-Tornado war (d. h. bestehend aus mehreren Wirbeln, die um ein gemeinsames Zentrum kreisen). |                                       |
| 27.–29. April 2014                   |     | 35                       | Eine Serie von Tornados zog über Alabama, Kentucky und Mississippi. |                                       |
| 16. Juni 2014                        |     | 2                        | Tornado in Pilger, Pilger (Nebraska), zwei Tornados zogen nebeneinanderher |                                       |
| 25. März 2015                        |     |                          | Sand Springs, Oklahoma | Sand Springs, Oklahoma, 25. März 2015 |
| 9. April 2015                        |     |                          | Rochelle, Illinois |                                       |
| 16.–18. November 2015                |     |                          | Outbreak in den Great Plains und den Südstaaten |                                       |
| 23.–25. Dezember 2015                |     | 13                       | Outbreak im Mittleren Westen und in den Südstaaten (13 Tote) |                                       |
| 26.–28. Dezember 2015                |     | 59                       | Outbreak in den südlichen Great Plains und in den Südstaaten (59 Tote) |                                       |
| 3. März 2019                         |     | 23                       | In Alabama und Georgia bildeten sich mindestens ein Dutzend Tornados. Alle Todesopfer und 97 Verletzte wurden dabei einem Tornado der Stärke EF4 zugeschrieben, der zum größten Teil in Lee County (Alabama) 43 Kilometer lang Bodenkontakt hielt. |                                       |
| 2./3. März 2020                      | EF3 | 24                       | In der Nacht bildeten sich mehrere Tornados über Tennessee, einer (EF3) zog auch durch die Hauptstadt Nashville. Der stärkste (EF4) zog durch Putnam County. Es kamen mehrere Menschen ums Leben, über 300 wurden verletzt. Fast 50 Gebäude wurden zerstört und zahlreiche Gebäude, Straßen und Brücken wurden beschädigt, bei mehr als 47.000 Haushalten fiel der Strom aus. |                                       |
| 12./13. April 2020                   |     | 33                       | An einer langgestreckten Unwetterfront bildete sich am Ostersonntag in den Bundesstaaten Texas, Louisiana, Arkansas, Mississippi, Tennessee, Alabama, Georgia, North Carolina und South Carolina eine Serie von etwa 60 Tornados. Dabei kamen mindestens 33 Menschen ums Leben. Bei mehr als einer Million Haushalten fiel der Strom aus. Die Unterbringung der obdachlos gewordenen Menschen in Notunterkünften gestaltete sich durch die COVID-19-Pandemie und die damit verbundenen Maßnahmen schwierig. |                                       |
| 10. und 11. Dezember 2021 (Ortszeit) |     | 70 (alleine in Kentucky) | Serie von mindestens 24 Tornados entlang einer Nord–Süd verlaufenden Unwetterfront. In Mayfield, Kentucky, wurden 200 mph (322 km/h) Wind erreicht und das Dach einer Kerzenfabrik stürzte über 110 Mitarbeitern der Nachtschicht vor Weihnachten ein. In Earlington, Kentucky, entgleiste ein Zug und rammte Häuser. In Edwardsville, Illinois, stürzte um 20 Uhr Ortszeit das Dach eines Verteilzentrums von Amazon teilweise und eine Wand ein, es gab Tote und Eingeschlossene. In Arkansas (im Nordosten bildete sich eine Superzelle) sind die Orte Monette und Trumann betroffen – 2 Tote in einem Pflegeheim. Auch Tennessee, Missouri und Mississippi waren betroffen. Die Front zog am Morgen des Samstags (11.12.) ostwärts. |                                       |
| ab Fr. 14. März 2025 (Ortszeit)      |     | mind. 40                 | Serie von Tornados im Zentrum und Süden der USA. Dutzende bis 80 Tornados in 8 Bundesstaaten: Missouri, Arkansas, Mississippi, Louisiana, Illinois, Tennessee, Alabama und Indiana. |                                       |